# Forêt nationale (Brésil)

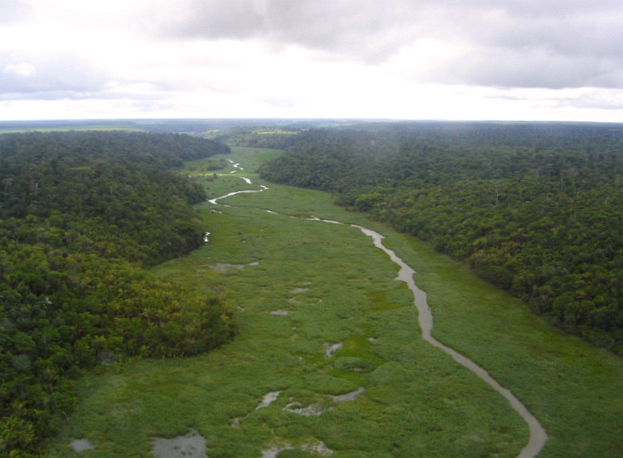
Forêt nationale de Rio Preto

Une forêt nationale (portugais : Floresta Nacional, FLONA) au Brésil est un type d'aire protégée sujette à une exploitation durable.

## Description
Le premier objectif de cette distinction administrative est de préserver les forêts d'une destruction non contrôlée et d'y mener à l'inverse une exploitation durable avec un certain nombre de limites. Ceci implique par exemple de préserver au minimum 50% de la forêt originelle, de préserver et d'entretenir la forêt le long des cours d'eau et des ravins etc..
Plus de 10% de la forêt amazonienne est déclarée forêt nationale.

## Forêts nationales
- Forêt nationale de Capão Bonito
- Forêt nationale de Cristópolis
- Forêt nationale de Jacundá
- Forêt nationale de Paraopeba